# Henryk Chojnacki (chemik)
Henryk Chojnacki (ur. 7 marca 1934 w Komorowie, zm. 19 czerwca 2012 we Wrocławiu) – polski chemik. Absolwent Uniwersytetu Jagiellońskiego. Od 1977 profesor na Wydziale Elektrycznym Politechniki Wrocławskiej.
1 grudnia 1955 podjął pracę w Katedrze Chemii Fizycznej Wydziału Chemicznego Politechniki Wrocławskiej, prowadząc badania doświadczalne dotyczące przewodnictwa elektrycznego w organicznych kryształach molekularnych. Po habilitacji w wieku 35 lat, co w latach sześćdziesiątych było rzadkością, podjął pracę w nowej, rodzącej się dopiero w Polsce teoretycznej dyscyplinie naukowej – chemii kwantowej. W uznaniu zasług został odznaczony Złotą Odznaką Politechniki Wrocławskiej, Złotym Krzyżem Zasługi, Krzyżem Kawalerskim Orderu Odrodzenia Polski, Medalem Komisji Edukacji Narodowej oraz pięcioma nagrodami ministra Nauki i Szkolnictwa Wyższego.